# Station Bologna Corticella
Station Bologna Corticella is een spoorwegstation in het noorden van Bologna (Italië) aan de spoorlijn Padova - Bologna. Het station ligt in de wijk Corticella en werd in 1887 geopend.